# Black Widow (canción)
«Black Widow» es una canción de la rapera y compositora australiana Iggy Azalea perteneciente a su álbum debut, The New Classic (2014). El estribillo de la canción es interpretado por la cantante británica Rita Ora, y su letra está relacionada con la venganza y el feminismo en una relación romántica fallida. «Black Widow» fue escrito por Ariana Grande, Katy Perry, Sarah Hudson, Benny Blanco y el dúo Stargate; estos últimos también produjeron la canción. El 8 de julio de 2014, la canción impactó en los principales estaciones de radio en los Estados Unidos como el quinto sencillo de The New Classic y el video musical para la canción fue lanzado el 13 de agosto de 2014. 
La canción se posicionó en el número 3 de Billboard Hot 100, convirtiéndose en su tercer top-ten hit, después de «Fancy» y «Problem». La canción fue certificada 3× Platino por parte de la RIAA en los Estados Unidos. Es el primer top-ten hit de Ora en los Estados Unidos. El vídeo estuvo muy inspirado en la película Kill Bill. En marzo de 2015 el videoclip había superado las 300 millones de reproducciones en VEVO y YouTube. Azalea se convirtió en la primera rapera en tener dos canciones dentro del top 5 de Billboard con un mismo álbum.

## Composición
«Black Widow» es una canción en el estilo musical del trap que se extiende por una duración de tres minutos y 29 segundos. La canción combina un broche de presión escasa y pesada trampa de ritmo con un estribillo que sigue a una lenta formación, aplaudiendo fórmula coro que culmina pero deliberadamente no capitaliza. Instrumentalmente, «Black Widow» se compone de un ritmo de tambores de acero ominoso, y bajo pesado, mientras que su desglose danza se emplea con el minimalismo. Azalea solicita versos de la pista con un gruñendo, técnica amargo, que consiste en rima empleada con una entrega escupir.  Mientras que Ora utiliza un elemento hirviente a cantar el gancho de la pista, combinada, Ora y Azalea de voz se basan en una estructura llamada y respuesta a lo largo de la canción. Líricamente, «Black Widow» es una canción de amor oscuro, que se ocupa de los temas de la venganza y el feminismo en una relación romántica fallado. De acuerdo con Nedeska Alexis de MTV Buzzworthy, la canción «captura la lluvia cuando el amor se vuelve amargo» y es aclarado en la lírica de Digital Spy Emily Mackay denota el contenido de las letras en «Black Widow» para contener un tema «oscuro, con su sexualidad siendo peligrosa» y sentía que poseía el «fatale estereotipo femme bunnyboiler». Nick Aveling de Time Out resume el tema de la pista como "drama boy-hostigamiento". El ritmo, el gancho y la producción de la fórmula de la canción cosechó muchas comparaciones con sencillo «Dark Horse» (2013) de Perry. Mientras Tshepo Mokoena de The Guardian se sentían «Black Widow» fue sonoramente reminiscencia de collborations anteriores de la azalea con disc jockeys americanos Diplo y Steve Aoki,  y Craig Mathieson de El Sydney Morning Herald comparó la canción a los comunicados por la cantante estadounidense Beyoncé.

## Vídeo musical
El vídeo comienza con Rita Ora y su novio, interpretado por Michael Madsen, entrando en un restaurante. El hombre camina sobre una araña viuda negra, justo antes de que se presente una camarera llamada Fox (interpretada por Minaj) detrás del mostrador comensal. Cosculluela luego se acerca a la pareja y les entrega el menú. El hombre pide un sándwich BLT «chorreando y con queso derretido» y, justo cuando Ora está a punto de pedir, él la interrumpe diciendo «she's gonna have the same damn thing» —«ella va a tener la misma maldita cosa»— causando que Ora lo mire molesta. Cuando cosculluela llega con la orden, el hombre comienza a quejarse sobre el sándwich y se niega a comerlo. Entonces, la dueño del restaurante, Big Wanda, salta por encima del mostrador y le pregunta si hay un problema. Después de escuchar la queja del hombre, Azalea trata de explicar pero fue en vano, cuando la dueña dice «What did the Fox say? Nothing!» y se le dice que haga otro sándwich con más queso. Ora se sorprende cuando la dueña comienza a coquetear con su novio delante de ella, y su novio no le hace caso porque la dueña le promete un «gran, sándwich BLT jugoso» que es el especial del menú. Cuando Ora intenta hablar, ella está verbalmente sofocada por la propietaria, que dice que su pedido especial es «nada como el pequeño sándwich» que Ora tiene. Ora continúa mostrando desaprobación hacia la situación.
La canción comienza justo cuando Minaj corta la lechuga. Inicia el sueño de cosculluela, en el que se la puede ver con Ora en un paisaje nevado, ambas vestidas con trajes similares con un "Viuda Negra" en cada una de sus partes posteriores. Cuando la escena cambia, Minaj está entrenando con un hombre japonés mayor, seguida de su interceptar un dardo envenenado. Ella abre el dardo para encontrar una imagen de Madsen con la palabra "Destroy" escrito en él. Mientras tanto, Ora está jugando al póker en un casino subterráneo junto a Paul Sorvino y el rapero T.I. y gana una gran cantidad de dinero. Luego, Sorvino se pone molesto y agresivo, y Ora le da una patada al suelo. Mientras Sorvino yace inmóvil en el suelo, Ora recibe un mensaje Wickr con la imagen de su próximo objetivo - Madsen. Ella y Cosculluela montan motocicletas al club de Madsen. Cosculluela desenvaina su katana y camina hacia Madsen como los clientes del club huyen aterrorizados. Madsen llama a sus guardias para atacar a Minaj, pero Ora llega como respaldo, y el par derrota a los guardias. A continuación, se enfrentan a Madsen, quien saca un arma, pero antes de que pueda disparar es mordido por una araña viuda negra y muere.
La escena vuelve a la realidad, revelando que todos los eventos anteriores fueron un sueño de Cosculluela, que todavía está cortando lechuga con la dueña de la cafetería gritándole.

## Posicionamiento en listas
| Lista (2014)                           | Puesto |
| -------------------------------------- | ------ |
| Australia (ARIA)                       | 15     |
| Australia (ARIA Urban)                 | 2      |
| Bélgica (Flandes) (Ultratop 50)        | 12     |
| Bélgica (Valonia) (Ultratop 50)        | 20     |
| Canadá (Canadian Hot 100)              | 6      |
| Francia (SNEP)                         | 9      |
| Alemania (Deutsche Black Charts)       | 12     |
| Irlanda (IRMA)                         | 9      |
| Nueva Zelanda (Recorded Music NZ)      | 11     |
| Escocia (Scottish Singles Sales Chart) | 9      |
| España (Top 100 Canciones)             | 40     |
| Reino Unido (UK R&B Chart)             | 1      |
| Reino Unido (UK Singles Chart)         | 4      |
| Estados Unidos (Billboard Hot 100)     | 3      |
| Estados Unidos (Hot R&B/Hip-Hop Songs) | 1      |
| Estados Unidos (Hot Rap Songs)         | 1      |
| US Dance/Mix Show Airplay (Billboard)  | 1      |
| Estados Unidos (Hot Dance Club Songs)  | 1      |
| Estados Unidos (Mainstream Top 40)     | 1      |

## Historial de lanzamientos
| País           | Fecha                    | Formato                 | Discográfica |
| -------------- | ------------------------ | ----------------------- | ------------ |
| Estados Unidos | 8 de julio de 2014       | Mainstream radio        | Def Jam      |
| Reino Unido    | 14 de agosto de 2014     | Radio hit contemporáneo | Def Jam      |
| Reino Unido    | 14 de septiembre de 2014 | Descarga digital        | Def Jam      |